# Univerza v Londonu
Univerza v Londonu (angleško University of London) je javni univerzitetni sistem s sedežem v Londonu (Združeno kraljestvo), ki ga sestavlja 17 kolidžev, 9 raziskovalnih inštitutov in več drugih ustanov. Skupno je druga največja univerza v Združenem kraljestvu po številu rednih študentov.
V praksi delujejo kolidži v sestavi univerze kot delno samostojni visokošolski zavodi in sami upravljajo denimo s financami ter vpisnim postopkom, nekateri med njimi pa tudi podeljujejo lastne akademske nazive. Med največjimi so Kraljevi kolidž, Univerzitetni kolidž, London Business School in Queen Mary, med bolj specializiranimi ustanovami pa sta Heythropov kolidž za filozofijo in teologijo ter medicinski kolidž St George's. Nekoč je bil del univerze tudi Imperialni kolidž, ki se je leta 2006 osamosvojil, po drugi strani pa se ji je leta 2016 pridružila Mestna univerza Londona.
Univerza v Londonu je bila ustanovljena s kraljevim odlokom leta 1836, kot izpitna komisija in podeljevalec nazivov za študente, ki so zaključili študij na Univerzitetnem kolidžu in Kraljevem kolidžu ter morebitnih kasneje ustanovljenih izobraževalnih ustanovah v Londonu in širše. Od leta 1900 je organizirana kot zveza članic. Med nekdanjimi študenti in profesorji je nekaj monarhov in več deset predsednikov držav ter nobelovcev.